# Jacques Witkowski
Jacques Witkowski, né le 21 janvier 1963 au Creusot, est un officier supérieur de gendarmerie puis haut fonctionnaire français. Après plusieurs postes préfectoraux et avoir été directeur général de la Sécurité civile et de la gestion des crises, il est nommé préfet de la région Grand Est, de la zone de défense et de sécurité Est, et du Bas-Rhin le 10 octobre 2024.

## Biographie

### Formation
Titulaire d'un diplôme d'études universitaires générales en droit, Jacques Witkowski est issu de la promotion « lieutenant-colonel Gaucher » (1983-1986) de l'École spéciale militaire de Saint-Cyr. 

### Carrière militaire
Il est successivement commandant d'un groupe de pelotons de gendarmerie mobile en Martinique et commandant d'une compagnie en Vendée. En 1996, il est promu chef d'escadron et est nommé au cabinet du Premier ministre Alain Juppé comme commandant militaire de l'hôtel de Matignon.

### Carrière préfectorale
En 1998, Jacques Witkowski est nommé sous-préfet et devient directeur du cabinet du préfet des Côtes-d'Armor. Intégré dans le corps des sous-préfets en 1999, il devient directeur du cabinet du préfet de La Réunion en 2000. En 2001, il est nommé directeur du cabinet de la directrice des affaires politiques, administratives et financières au secrétariat d’État à l'Outre-mer. Intégré administrateur civil en 2003, il devient sous-préfet de Sélestat-Erstein avant d'être nommé secrétaire général de la Polynésie française en 2006, secrétaire général de la préfecture du Finistère en 2008 puis de la préfecture du Pas-de-Calais en 2011.
Nommé préfet de Mayotte en 2013, il est titularisé préfet et nommé directeur du cabinet de George Pau-Langevin, ministre des Outre-mer, en 2014. En 2016, il est nommé préfet de la Manche puis devient directeur général de la sécurité civile et de la gestion des crises à l'administration centrale du ministère de l'Intérieur en 2017.
Le 26 août 2019, il est nommé préfet de l'Hérault, en remplacement de Pierre Pouëssel, nommé préfet du Loiret. Le préfet Alain Thirion lui succède à la tête de la Sécurité civile.
Le 30 juin 2021, le conseil des ministres le nomme préfet de la Seine-Saint-Denis, à compter du 19 juillet 2021.
Le 10 octobre 2024, il est nommé préfet de la région Grand Est, préfet de zone de défense et de sécurité Est, et préfet du Bas-Rhin.

## Décorations
- Officier de la Légion d'honneur (2018)[22].
- Commandeur de l'ordre national du Mérite (2023)[23].
- Officier de l'ordre du Mérite agricole[24]
- Médaille de la Défense nationale, échelon or[2]
- Médaille de la sécurité intérieure, or (2021)
- Médaille de la jeunesse, des sports et de l'engagement associatif, bronze[2]
- Médaille de la Ville de Paris, échelon vermeil